# Salinas del Manzano (kommun)
Salinas del Manzano är en kommun i Spanien.   Den ligger i provinsen Provincia de Cuenca och regionen Kastilien-La Mancha, i den centrala delen av landet, 190 km öster om huvudstaden Madrid.